# Салтыкова, Прасковья Фёдоровна
Праско́вья Фёдоровна (Прасковия Феодоровна), урождённая Салтыко́ва (12 [22] октября 1664, Москва — 13 [24] октября 1723, Санкт-Петербург) — русская царица, супруга царя Ивана V (с 1684 года), мать императрицы Анны Иоанновны.

## Биография

### Семья
Представительница рода Салтыковых, дочь стольника и воеводы Фёдора (Александра) Петровича Салтыкова (ум. 2 февраля 1697 года) от его 1-го брака с Екатериной Фёдоровной, чья девичья фамилия неизвестна. Также встречается указание, что она — дочь его 2-й жены Анны Михайловны, урождённой Татищевой (ум. 1702).
Её братья и сестры:
- Василий Фёдорович Салтыков. Его женой была дочь Г. Ф. Долгорукова.
- Анастасия  — была замужем за Иваном Ромодановским, сыном князя-кесаря.
- Федосья[1] — была замужем за Василием Ивановичем, внуком последнего касимовского правителя Сеид-Бурхана[2], в родословиях обычно не указывается.

Любопытно, что царица происходила из семьи изменников: её прямой предок боярин Михаил Глебович «Кривой», принимая видное участие в смутах, служил Лжедмитрию I и Лжедмитрию II, а в 1612 году выехал с сыновьями в Польшу в составе русского посольства, да там и остался, щедро одаренный королём Сигизмундом III. Там и вырос его внук Александр Петрович, который при царе Алексее Михайловиче (с возвращением Смоленска) принял русское подданство. На основании некоторых известий, он был в Енисейске комендантом, откуда вызван царевной Софьей. Тем не менее, род Салтыковых был весьма знатен, поставил немало бояр, и по крови и свойству Прасковья была связана с Трубецкими, Прозоровскими, Стрешневыми, Куракиными, Долгорукими и др., что оказало большое влияние на её дальнейшее положение.

### Брак
20-летняя Прасковья была выбрана на традиционном царском смотре невест, она была на 2 года старше жениха.
Женитьба Ивана была инициирована правительницей царевной Софьей, поскольку линии Романовых-Милославских был желателен наследник. По указаниям биографа царицы М. И. Семевского, греческий историк Феодози говорил, что брак Ивана был задуман князем Василием Голицыным, который, считая насильственные меры против Петра крайне опасными, советовал Софье: «Царя Иоанна женить, и когда он сына получит, кой натурально имеет быть наследником отца своего, то не трудно сделаться может, что Петр принужден будет принять чин монашеский, а она, Софья, опять за малолетством сына Иоаннова, пребудет в том же достоинстве, которое она желает…». Затем Феодози добавляет, что «хотя Царь Иоанн сперва к тому (браку) никакой склонности не оказывал, однако не был он в состоянии противиться хотению сестры своей». Костомаров пишет: «Есть предположение, что в этаком выборе царя Ивана Алексеевича было участие царевны Софии: это подтверждается, во-первых, тем, что София уже прежде относилась благосклонно к родителю Прасковьи, перед тем пожалованному званием боярина; во-вторых, тем, что, по слабоумию своему, царь Иван Алексеевич едва ли был способен без чужого влияния решиться на важный шаг в жизни».
«Первая красавица России», Прасковья заявила (по свидетельству шведского дипломата Хильдебрандта Горна), что она «скорее умрет», чем выйдет за больного и хилого Ивана, но была выдана за него насильно.
Венчание состоялось 9 января 1684 года. Обряд венчания в соборной церкви совершал патриарх Иоаким с ключарем и тремя диаконами. «А на утро следующего дня, как велось это обыкновенно, царю и царице готовили мыльни разные, и ходил царь в мыльню, и по выходе из неё возлагали на него сорочку и порты, и платье иное, а прежнюю сорочку велено было сохранять постельничему. А как царица пошла в мыльню и с нею ближние жены, и осматривали её сорочку, а осмотря сорочку, показали сродственным женам немногим для того, что её девство в целости совершилось, и те сорочки, царскую и царицыну, и простыни, собрав вместе, сохраняли в тайное место».
Её отец Александр Салтыков был переименован по случаю свадьбы в Фёдора и пожалован в бояре, правителем и воеводой города Киева. Это изменение имени подтверждает в своих записках Патрик Гордон. (Обычай менять отчество цариц на «Федоровна» связан с реликвией Романовых Феодоровской иконой Божьей Матери). Пять лет у них не было детей, но как только появилось известие, что Прасковья забрюхатела, вдовствующая царица Наталья Кирилловна тоже женила своего сына Петра Алексеевича (поскольку наследник был желателен и Романовым-Нарышкиным). Невесту Петра Лопухину также звали Прасковьей Илларионовной, но её имя сменили на «Евдокия Федоровна».
В браке, в особом тереме в Кремле, Прасковья и Иван прожили 12 лет, произведя на свет пять дочерей, и ни единого мальчика, что облегчило династическую ситуацию с приходом к единоличной власти Петра I.
Внешность её М. Семевский (ссылаясь на портрет, хранившийся в московском Новоспасском монастыре), описывает так: «невеста Ивана была высока, стройна, полна; длинные волосы густыми косами ниспадали на круглые плечи; круглый подбородок, ямки на щеках, косички, красиво завитые на невысоком лбу — все это представляло личность интересную, веселую и очень миловидную». Она неукоснительно соблюдала обрядовую сторону православия, была суеверна и плохо знала грамоту.
В 1686—1692 годах её стольником был Степан Глебов, в будущем — любовник сосланной царицы Евдокии Лопухиной, казнённый за это Петром. Другим её стольником был Иван Дмитриевич Алмазов.

### Вдова
После смерти мужа в 1696 году, скончавшегося в 30-летнем возрасте, вместе с тремя оставшимися в живых дочерьми поселилась в загородной царской резиденции Алексея Михайловича в селе Измайлове (по мнению Семевского, оно не было отдано ей в собственность, она жила не на доходы, а на назначенный деверем оклад). Петр для управления хозяйством и для удовлетворения её нужд отдал в полное распоряжение Василия Алексеевича Юшкова и предоставил выбрать место жительства. Должность дворецкого, по-видимому, исполнял её родной брат Василий Федорович Салтыков, приставленный к ней Петром в 1690 году.
В документах XVIII века вдовствующую царицу продолжают именовать «Её величество государыня царица Прасковея Федоровна».
Дружила со своей золовкой царевной Натальей и помогала ей в создании любительского театра. Царица Евдокия праздновала в Измайлове дни рождения и именины своего супруга, царя Петра Алексеевича. В 1698 году имперский посол посещает её со свитою в Измайлове и встречает радушный прием, описанный его секретарем Корбом:
| «За послом следовали музыканты, чтобы гармоническую мелодию своих инструментов соединить с тихим шелестом ветра, который медленно стекает с вершины деревьев. Царицы, царевич и незамужние царевны, желая немного оживить свою спокойную жизнь, которую ведут они в этом волшебном убежище, часто выходят на прогулку в рощу и любят гулять по тропинкам, где терновник распустил свои коварные ветви. Случилось, что августейшие особы гуляли, когда вдруг до их слуха долетели приятные звуки труб и флейт; они остановились, хотя возвращались уже во дворец. Музыканты, видя, что их слушают, стали играть ещё приятнее. Особы царской крови, с четверть часа слушая симфонию, похвалили искусство всех артистов». |

В 1693 году, «по её изволению и повелению», иеромонах Карион Истомин, составитель учебников для царевича Алексея Петровича, поднес царице Прасковье второй экземпляр «Букваря славенороссийских письмен со образованиями вещей и со нравоучительными стихами», писанный красками и золотом. В учителя девочкам были взяты немец Иоган-Христофор-Дитрих Остерман (брат Остермана) и француз Стефан Рамбурх.
Была благочестивой, в частности, из жития Димитрия, Митрополита Ростовского известно, что за несколько дней до его кончины (1709) царица собралась отправиться из Москвы в Ярославль на поклонение чудотворной иконе Пресвятой Богородицы «Толгской». Но поскольку по случаю непогоды и осенней распутицы, путешествовать было неудобно, икону было приказано из Толгской обители перенести в Ростов. Когда Димитрию сообщили о скором прибытии в Ростов царицы с царевнами Екатериной и Прасковьей и о перенесении иконы, то он приказал позвать своего казначея иеромонаха Филарета и между прочими распоряжениями объявил ему: «Се грядут в Ростов две гостьи — Царица Небесная и Царица земная; только я уже видеть их здесь не сподоблюсь, а надлежит к принятию оных быть готову тебе, казначею». По кончине святителя тело его было перенесено в собор в присутствии уже приехавшей царицы Прасковьи Феодоровны, которая горько плакала о том, что не застала его в живых, отстояла две панихиды и тогда только вернулась в Москву. Находилась в переписке со всеми церковными иерархами Руси, пользовалась почетом и раздавала милостыню.
Также царица особо почитала чудотворную икону Божией Матери Казанскую, и во время своего переезда из Москвы в Санкт-Петербург приказала сделать с неё список («Санкт-Петербургский», в Казанском соборе Петербурга).

#### Отношения с Петром I
Де Бруин, писавший портреты её дочерей (не сохранились), оставил описание царицы и её дочерей:

«Она была довольно дородна, что, впрочем, нисколько не безобразило её, потому что она имела очень стройный стан. Можно даже сказать, что она была красива, добродушна от природы и обращения чрезвычайно привлекательного. Ей около тридцати лет. По всему этому её очень уважает его величество царевич Алексей Петрович, часто посещает её и трех молодых княжен, дочерей её, из коих старшая, Екатерина Ивановна, — двенадцати лет, вторая, Анна Ивановна,— десяти и младшая, Прасковья Ивановна, — восьми лет. Все они прекрасно сложены. Средняя белокура, имеет цвет лица чрезвычайно нежный и белый, остальные две — красивые смуглянки. Младшая отличалась особенною природною живостью, а все три вообще обходительностью и приветливостью очаровательною. Любезности, которые оказывали мне при этом дворе в продолжение всего времени, когда я работал там портреты, были необыкновенны. Каждое утро меня непременно угощали разными напитками и другими освежительными, часто также оставляли обедать, причем всегда подавалась и говядина, и рыба, несмотря на то что это было в великий пост, — внимательность, которой я изумлялся. В продолжение дня подавалось мне вдоволь вино и пиво. Одним словом, я не думаю, чтобы на свете был другой такой двор, как этот, в котором бы с частным человеком обращались с такой благосклонностью, о которой на всю жизнь мою сохраню я глубокую признательность».

- Екатерина
- Анна
- Прасковья

Воспитанная на началах старинного дореформенного быта, Прасковья тем не менее сознавала необходимость преобразований, умела примеряться к обстоятельствам и уступала современному духу в воспитании своих дочерей, в препровождении времени, в забавах и развлечениях. Благодаря этому до смерти поддерживала хорошие отношения с деверем, императором Петром. Две дочери её были выданы императором замуж за иностранных принцев. Семевский писал об отношениях невестки и деверя:

«Веровала она в авторитет свояка-государя, его слово — закон, его мнение — свято. С какой доверенностью предоставляла она ему распоряжаться судьбой её дочерей, и он распорядился ими так, как этого требовали его планы и расчеты. Такую преданность, такое уважение к своей особе, такое послушание Петр находил в весьма немногих из своих теток, сестер и других женских лиц царской семьи, в признательность он был внимателен, любил и уважал Прасковью. Петр зачастую навещал невестку, отдыхал у неё со своею свитою, пировал в её теремах, шутил и балагурил».

Когда во время расследования по делу царевича Алексея последний на допросе назвал её в числе своих сторонников: «Я ведал, что она ко мне добра гораздо, хотя и без большой конфиденции, чаял же к сему склону», то Петр не обратил внимания на эти слова, оставив их без последствий из-за доверия, испытываемого им к Прасковье (и большого количества лжи Алексея).
Указывают однако, что царица едва знала грамоту, была полна суеверий, предрассудков и ханжества, а Василий Никитич Татищев говорил про её двор: «Гошпиталь уродов, ханжей и пустосвятов». Из них наибольшим уважением царицы пользовался полупомешанный подьячий Тимофей Архипович, выдававший себя за святого и пророка. Некогда он занимался иконописанием, но потом бросил, стал «юродствовать миру» — и прожил при дворе Прасковьи Федоровны 28 лет.
В 1712 году, уже переехав в Петербург, она была посаженной матерью при бракосочетании императора с Екатериной I, а её дочери Прасковья и Екатерина — «ближайшими девицами».
Прасковья заметно отличалась от других родственниц Петра, ведя себя с большим тактом и умением, и беспрекословно угождая всем своим фанабериям. Будучи религиозной, тем не менее, по первому царскому зову, облекалась в шутовской костюм и выступала со своими фрейлинами «в смехотворной процессии свадьбы князь-папы» (см. Всешутейший Собор). Она приезжала на все царские празднования-попойки (её даже приносили на носилках). Её родная сестра, княгиня Настасья Ромодановская, по желанию царскому постоянно разыгрывала роль древней русской царицы, облекалась в костюм старинного русского покроя, принимала с достодолжною важностью все смешные почести, ей воздаваемые.
Фаворитом царицы был управляющий Юшков Василий Алексеевич.

#### Переезд в Петербург и дальнейшая жизнь
В 1708 году семья вдовствующей царицы, вместе с другой его роднёй по указу Петра перебралась жить в Санкт-Петербург. Царица Прасковья Федоровна получила от царя в дар дом в полную собственность на Петербургской стороне, на берегу Невы, близ Петровского домика и 200-саженный участок на Петергофской дороге (село Иоанновское). В 1710 году Петр выдал замуж Анну, а в 1716-м — Екатерину. Вдовствующая царица часто наезжала обратно в любимое Измайлово.
Овдовевшая Анна Иоанновна осталась жить в Митаве и известно, что Пётр хотел переселить к племяннице всю семью покойного брата, но этот план не осуществился — Прасковья Федоровна осталась в России. Однако из политических соображений царицу посылали на некоторое время «гостить» в Ригу. Прасковья Федоровна следила за житьём своей нелюбимой дочери Анны в Курляндии при помощи приставленного к ней своего брата, и часто устраивала дочери выволочки.
Здоровье её к концу жизни стало подводить, и Прасковья пыталась лечиться: была на Кончезерских водах в 1719 году, ездила в Олонец на «марциальные воды» в начале 1721 года, причем её провожала довольно большая свита на шестидесяти подводах. Царица пробыла здесь до 15 марта; была она на водах и в начале 1723 года, но воды не помогали: она постоянно страдала разными недугами.
Цитируемые Семевским письма бросают свет на её недомогания: «мокротная, каменная, подагра и её натуре таких болезней не снесть». Ей рано отказались служить ноги. Историк пишет: «она обрюзгла, опустилась, сделалась непомерно раздражительна, и под влиянием этих болезней являла иногда характер, как увидим ниже, в высшей степени зверский… Надо думать, что кроме лет, впрочем ещё не преклонных, болезнь её развилась и от неумеренного употребления крепких напитков. Кто бы ни приезжал в привольное село Измайлово, либо в её дом в Петербурге, кто бы ни являлся к хлебосольной хозяйке, он редко уходил, не осушив нескольких стаканов крепчайшего вина, наливки или водки. Царица Прасковья всегда была так милостива, что сама подавала заветный напиток, сама же и опорожняла стакан ради доброго гостя. Даже выезжая куда-нибудь, царица приказывала брать с собой несколько бутылок вина… Нельзя слишком обвинять в этой слабости старушку; она пила так же, как пили все, или почти все аристократки петровского двора».
С 1720 года больная царица Прасковья целыми месяцами лежала в постели. Душевное расстройство ей причиняли несчастливая жизнь Анны и Екатерины, третья дочь, её тезка, оставалась при матери и тоже много болела. В августе 1722 года Екатерина приехала в Россию с дочерью, и царица впервые увидела свою 4-летнюю внучку Екатерину-Христину (Анну Леопольдовну).

#### Дело Деревнина
Говоря о зверском характере Прасковьи, Семевский имеет в виду дело подьячия Василия Деревнина в октябре 1722 года: он служил у царицы, похитил её зашифрованное письмо к её фавориту и управляющему Василию Алексеевичу Юшкову, и был долго преследуем ею и её слугами посредством московской полиции и много пытан, чтобы добиться его возвращения. Была арестована и избита вся его семья, а сам он был обвинен в растрате. Затем дело забрала Тайная канцелярия, наконец арестовавшая Деревнина. Обезножевшая царица была принесена к нему в камеру по собственному приказу и избила его палкой в ярости. Она хотела забрать его к себе, но сотрудники Канцелярии не отдавали арестованного, тогда она приказала жечь его лицо огнём свечи, опять его бить. Наконец, голову его облили водкой и подожгли. В итоге прибывший Ягужинский едва успел застать Деревнина живым и увезти его в свой дом. Спустя несколько месяцев Петр разобрал это дело: прислужники царицы — добровольные палачи были нещадно биты батогами, Юшков был сослан в Нижний Новгород, однако собственно разбор дела тянулся очень медленно, потому что «высший суд» тайной канцелярии состоял из свойственников и друзей царицы. (Спустя два года после этого несчастия и год после смерти царицы дело было закрыто и положено в архив, но что случилось с Деревниным — неизвестно: либо отпущен, либо отправлен в Сибирь на «государеву службу»).

#### Смерть и погребение
Тем временем, пока тянулось дело, весь июль и начало августа 1723 года царица провела на яхте, участвуя в морском путешествии всего двора в Ревель и Ригу. Участвовала она и в других увеселениях. 24 сентября отпраздновала 30-летие своей дочери Прасковьи, и с той поры начала сдавать. 8 октября навестил её государь и пробыл у неё более двух часов. Перед смертью Прасковья написала письмо с прощением к своей дочери Анне, которую перед этим за её поступки практически прокляла. Отходила она несколько дней.
В (13) 24 октября 1723 года после сильнейшего наводнения, Прасковья Федоровна умерла в день празднования Иверской иконы Божией Матери, на следующий же день после своего 59-летия, пережив на 27 лет супруга. Фридрих-Вильгельм Берхгольц описывает в своем дневнике:

«13-го, поутру, капитан Бергер уведомил меня, что вдовствующая царица Прасковия Федоровна Салтыкова, супруга бывшего царя Ивана Алексеевича, единородного брата нынешнего императора, за полчаса перед тем тихо скончалась. Она ещё в то же утро приказывала подать себе зеркало и смотрелась в него. Думают, что по случаю этой кончины наложен будет по крайней мере полугодичный траур. Комедия, которую собирались сегодня играть в присутствии всего двора во вновь построенном для труппы доме, вероятно не состоится. (…) 17-го его высочество был с изъявлением соболезнования у герцогини Мекленбургской, которая рассказывала ему, что покойная царица, умирая, поручала её, герцогиню, и теперь больную сестру её Прасковию материнскому попечению императрицы».

Вдову Иоанна V торжественно похоронили в праздник Казанской иконы Божией Матери (22 октября) 2 ноября в Александро-Невском монастыре Петербурга под полом Благовещенской церкви перед алтарем. За похоронными церемониями следил сам Петр I, это были первые пышные и торжественные «царские похороны» в новой столице. Берхгольц также оставил описание приготовлений — прощания с телом и собственно похорон.
Позднее в общем склепе с нею были погребены: дочь Екатерина Иоанновна, скончавшаяся 24 июня (5 июля) 1733 года, внучка Анна Леопольдовна (погребена 1 (12) марта 1746 года), сестра княгиня Настасья Ромодановская, скончавшаяся 2 (13) сентября 1736 года.

## Дети
В браке имела 5 дочерей:
1. Мария Ивановна (21 (31) марта 1689 — 13 (23) февраля 1692) — умерла во младенчестве.
2. Феодосия Ивановна (4 (14) июня 1690 – 12 (22) мая 1691) — умерла во младенчестве.
3. Екатерина Иоанновна (29 октября (8 ноября) 1691 – 14 (25) июня 1733) — в замужестве герцогиня Мекленбург-Шверинская, мать Анны Леопольдовны, бабушка  Иоанна VI Антоновича. Замужем с 1716 года, оставила мужа и вернулась в Россию в 1722 году.
4. Императрица Анна Иоанновна (28 января (7 февраля) 1693 — 17 (28) октября 1740), бездетна. Замужем с 1710 года.
5. Прасковья Иоанновна (Параскева) (24 сентября (4 октября) 1694 – 8 (19) октября 1731) — морганатическая супруга Ивана Ильича Дмитриева-Мамонова (тайный брак после смерти матери)[14].

## Имущество
С 1714 до своей смерти владела имением Иоановским (Ивановский дворец, Старо-Ивановское село, Ново-Ивановское село) к западу от Лигова, названным в честь её супруга. После  смерти царицы имение 10 лет принадлежало её дочерям Прасковье и Екатерине. Деревянный Ивановский дворец был просторным (имел 9 парадных комнат — светлиц). Последнее его изображение датируется 1777 годом.
Кроме царского оклада, царица Прасковья Федоровна получала ещё доходы со своих вотчин деньгами и запасами. Вотчины эти находились в разных волостях Новгородского, Псковского и Копорского уездов, также на Ставропольской сотне, так что во владении её находилось 2477 посадских и крестьянских дворов. Известен «Наказ» царицы своему дворовому человеку Ивану Дружинину относительно её земель в Новгородском уезде. В нём она повелевает о недержании «под смертной казнью» в её волостях беглых солдат и пришлых всяких людей, которых повелено было — «выбивать вон», «также вином и табаком чтобы крестьяне не торговали и корчмы никакой не держали б, и с воровскими людьми не знались», царица Прасковья напоминает: «а вам, крестьянам, конечно, прикащика во всем слушать и расправу меж вами ему, прикащику, чинить».
Известна митра 1682 года, которую пожертвовала царица в Соловецкий монастырь.